# Marian Jurek
Marian Karol Jurek (ur. 7 września 1904, zm. 1982 w Wielkiej Brytanii) – polski konstruktor broni, oficer Wojska Polskiego.

## Życiorys
Marian Jurek pierwsze próby skonstruowania pistoletu podjął w 1919 roku. W następnych latach uprawiał sporty strzeleckie. W 1937 roku jako reprezentant ZS "Kadra" Kraków zdobył drugie miejsce w kategorii karabinu wojskowego na XII Narodowych Zawodach Strzeleckich w Wilnie.
Po ukończeniu studiów i obronie pracy doktorskiej na wydziale chemii Uniwersytetu Jagiellońskiego Marian Jurek rozpoczął pracę w fabryce amunicji w Warszawie.
24 listopada 1937 roku został mianowany porucznikiem rezerwy w korpusie oficerów piechoty ze starszeństwem z 1 stycznia 1937 roku i 364. lokatą.
W czasie II wojny światowej Marian Jurek był żołnierzem Wojska Polskiego. W 1942 skonstruował swój pierwszy pistolet maszynowy. Była to konstrukcja charakteryzująca się zbyt wysoką szybkostrzelnością. W następnych latach kontynuował prace nad lekką bronią maszynową. W 1946 roku służąc w 1 Dywizji Pancernej wykonał prototyp udoskonalonego pistoletu maszynowego. Była to konstrukcja bardziej udana od modelu z 1942 roku, ale podobnie jak ona nie była produkowana seryjnie. Na przełomie lat 1946/1947 wykonał model funkcjonalny skonstruowanego przez siebie pistoletu. W 1949 roku został zdemobilizowany.
Po demobilizacji pozostał w Wielkiej Brytanii i podjął pracę w zakładach Webley&Scott, w których powstał prototyp jego pistoletu Webley nr 1. Po testach powstały udoskonalone prototypy Webley nr 2 (z udoskonalonym systemem ryglowania), Webley nr 3 (z powiększonym 13-nabojowym magazynkiem). W wyniku prób trzeciego prototypu podjęto decyzję o wyprodukowaniu próbnej partii 22 pistoletów. Przyjęcie do uzbrojenia armii brytyjskiej pistoletu Browning HP (jako L9A1) spowodowało przerwanie prac nad pistoletami w zakładach Webley&Scott. Po tej decyzji Marian Jurek opuścił tę firmę i postanowił założyć prywatny warsztat rusznikarski.
Warsztat Mariana Jurka przy Bratford Street 180 w Birmingham był jednym z trzech, znajdujących się w Wielkiej Brytanii warsztatów rusznikarskich posiadających licencję na wytwarzanie broni. Wyprodukowano w nim między innymi 186 egzemplarzy skonstruowanego przez Mariana Jurka jednostrzałowego pistoletu sportowego Popular. Jednocześnie z prowadzeniem warsztatu Marian Jurek zajmował się sportem strzeleckim (zarówno jako instruktor jak i zawodnik).
Poza pistoletem Popular w warsztacie Mariana Jurka wykonywane były także inne wzory broni sportowej (pistolet model "S", karabinki małokalibrowe z zamkiem kolankowo-dźwigniowym).
W drugiej połowie lat 70. jego stan zdrowia zaczął się pogarszać. W 1978 roku stracił licencję rusznikarską i musiał zamknąć warsztat. Do tego momentu wykonano w nim, najczęściej na indywidualne zamówienie 352 sztuki wyczynowej broni sportowej. Zmarł w 1982 roku.